# Providence (serie televisiva)
Providence è una serie televisiva statunitense prodotta dalla NBC, trasmessa dal 1999 al 2002, ed interpretata da Melina Kanakaredes.

## Trama
La dottoressa Sydney Hansen è un affermato chirurgo plastico in carriera che vive ormai da molti anni a Los Angeles. Negli ultimi tempi però il suo lavoro non la soddisfa più appieno (in quanto il suo sogno di aiutare la gente si è in pratica trasformato nell'esaudire i capricci estetici di VIP e adolescenti viziati di Beverly Hills), e Sydney inizia a nutrire la convinzione di non essere più utile come medico. Complice il fallimento della sua ultima relazione sentimentale e l'imminente matrimonio della sorella Joanie, Sydney decide di staccare la spina e trascorre un po' di tempo nella sua città natale, Providence.
Qui, Sidney assiste impotente all'improvvisa morte della madre Lynda. Questo triste evento la costringe a fare un bilancio della sua vita, e la spinge a lasciare per sempre Los Angeles per ritornare a vivere proprio a Providence. Sydney prende così in mano le redini della famiglia (che dopo la morte di Lynda sembra sul punto di sfaldarsi definitivamente) e inizia a lavorare in una clinica per famiglie non abbienti, riscoprendo così la gioia di fare il medico per aiutare il prossimo.

## Episodi
| Stagione         | Episodi | Prima TV originale | Prima TV Italia |
| ---------------- | ------- | ------------------ | --------------- |
| Prima stagione   | 17      | 1999               | 2001            |
| Seconda stagione | 23      | 1999-2000          |                 |
| Terza stagione   | 22      | 2000-2001          |                 |
| Quarta stagione  | 22      | 2001-2002          |                 |
| Quinta stagione  | 12      | 2002               |                 |